# 勐拉县 (缅甸掸邦东部第四特区)
勐拉縣，原称勐拉地区，是緬甸撣邦東部第四特區下轄的一個縣，亦是特區首府勐拉所在。在緬甸政府宣稱的行政區劃上屬於勐拉縣。駐軍有896旅。

## 名称释义
“勐拉”是傣语，意为茶乡。

## 历史沿革
1986年底，缅共815军区在湄公河州地方行政设立勐拉县、色勒县、南板县和湄公河州。
1989年6月，吴再林等人脱离缅共，宣布缅共815军区、768旅和景北县合为一体，组成缅甸掸邦东部民族民主同盟军军政委员会，成立缅甸掸邦东部第四特区。
第四特区政府后将县改为地区，勐拉县改为勐拉地区，行政机构称为勐拉地区管理委员会。
2023年1月，特区将地区再改为县，勐拉地区改为勐拉县，勐拉地区管理委员会主任改为勐拉县长。

## 行政區劃
勐拉县下辖7个乡：
- 勐拉乡（မိုင်းလားဒိုင်နယ်）
- 塔邦岱乡（ထပန်းတိုင်ဒိုင်နယ်）
- 邦果乡（ပန်ကော်ဒိုင်နယ်）
- 蚌煽乡（ပုန်ဆန်ဒိုင်နယ်）
- 勐马乡（မိုင်းမဒိုင်နယ်）
- 万丹乡（ဝမ်တန်ဒိုင်နယ်）
- 万哈乡（ဝမ်ဟာဒိုင်နယ်）

## 教育
勐拉县境内有兴平果文学校、勐拉缅文高中学校、勐拉外语学校、勐拉民族文化学校、彭家声学校、山岛学校等学校。